# Robert Fuller
Robert Welch, meglio conosciuto con gli pseudonimi di Robert Fuller e Col. Robert Parker (Memphis, 14 maggio 1948), è un ex wrestler e manager di wrestling statunitense.
È il fratello minore di Ron Fuller. I due fratelli furono i proprietari della Continental Championship Wrestling per un certo periodo.

## Carriera
Fuller esordì nel wrestling nel 1970 in Alabama e Tennessee. Spesso lottava in coppia con il cugino Jimmy Golden ed insieme vinsero parecchi titoli di coppia. Negli anni ottanta, prese spunto dall'idea di suo fratello Ron e creò la fazione chiamata The Stud Stable. Tra i membri delle versioni del circuito indipendente della stable ci furono Golden, Sid Vicious, Cactus Jack, Dutch Mantel, Brickhouse Brown, Gary Young, e Brian Lee. Nel 1988 trascorse un periodo nella American Wrestling Association con Golden, e i due ebbero un feud con The Rock 'n' Roll Express (Ricky Morton & Robert Gibson). Lottò quindi in Texas dove fece coppia con Jeff Jarrett.
Nel 1993 Fuller si spostò nella World Championship Wrestling adottando l'identità del manager Col. Robert Parker, gimmick ispirata al Col. Tom Parker, celebre manager di Elvis Presley. Sid Vicious era suo cliente e, insieme al manager Harley Race e al suo protetto, Vader, formò i "Masters of the Powerbomb". La fazione ebbe una rivalità con Sting e Davey Boy Smith. Nel 1994 fece da manager a "Stunning Steve" Austin prima di riformare la "Stud Stable" con Golden come "Bunkhouse Buck", Meng, Dick Slater, Terry Funk e Arn Anderson. il principali avversari del gruppo furono Dusty e Dustin Rhodes. Nel 1995 Col. Parker corteggiò Sherri Martel con grande disappunto dei membri della Stud Stable e dei clienti di Sherri, gli Harlem Heat. Parker e Sherri erano in procinto di sposarsi (kayfabe) quando Sherri fu attaccata da Madusa, che nella storyline era la moglie di Parker. Per un breve periodo Parker abbandonò la Stud Stable per aiutare Sherri nel management degli Harlem Heat. Nell'ottobre 1996 gli Harlem Heat licenziarono Parker dopo che lui era stato la causa della perdita dei loro titoli WCW World Tag Team. Parker passò quindi a fare da manager a The Amazing French Canadians (Jacques Rougeau & Carl Ouellet), cominciando ad indossare un'uniforme della legione straniera. Harlem Heat e The Amazing French Canadians iniziarono un feud.
Fuller venne licenziato dalla WCW nel 1997 e nel marzo 1998 approdò nella World Wrestling Federation come "Tennessee Lee", personaggio simile a quello del Col. Parker. Il periodo nella WWF durò poco; nell'agosto 1998 passò nel circuito indipendente tornando a lottare in coppia con Golden in Alabama. Nel 2006 tornò all'attività di manager guidando Shannon Spruill contro El Mexico per il titolo NWA Wrestle Birmingham Junior Heavyweight Championship. Con l'aiuto di Fuller (che si riferiva a Spruill come al suo "Million Dollar Baby"), Spruill sconfisse El Mexico conquistando il suo terzo titolo. Il 14 settembre 2006, nuovamente come Col. Parker, Fuller venne intervistato da Robert Roode a TNA Impact!. Lavorò in seguito nella Major League Wrestling dove riattivò la nuova incarnazione della Stud Stable con i Dirty Blondes come primi membri reclutati. Nel 2018 si ritirò dal wrestling.

## Personaggio
- Mossa finale
  - Spike piledriver[2]
- Manager
  - Ron Fuller[2]
  - Jonathan Boyd
  - Downtown Bruno[7]
  - Eddie Gilbert
  - Ronnie P. Gossett[8]
  - Ron Slinker
  - Miss Sylvia[9]
- Wrestler assistiti
  - Sid Vicious
  - Vader, insieme a Harley Race
  - "Stunning" Steve Austin
  - The Stud Stable[2] (Arn Anderson, Bunkhouse Buck, Blacktop Bully, Terry Funk, Meng, Kurasawa, Dick Slater, Barry Windham)[2]
  - The Super Assassins (Super Assassin 1 e Super Assassin 2)
  - Rough & Ready (Dick Slater e Mike Enos)
  - Harlem Heat (Booker T e Stevie Ray), insieme a Sister Sherri
  - The Amazing French Canadians (Jacques Rougeau e Carl Ouellet)[2]
  - Jeff Jarrett
  - Daffney[2]
  - Elix Skipper e David Young,[2] insieme a Daffney
  - Sonny Siaki[10]
  - McNasty[2]
  - The Killer D

## Titoli e riconoscimenti
- Championship Wrestling Alliance
  - CWA Heavyweight Championship (1)
  - CWA Television Championship (1)

- Georgia Championship Wrestling
  - NWA Georgia Tag Team Championship (4) – con Bob Armstrong[2]
  - NWA Macon Tag Team Championship (2) – con Jimmy Golden (1) e Don Muraco (1)

- National Wrestling Alliance
  - NWA Southeastern Heavyweight Championship (Northern Division) (4)*[2]

- NWA Florida
  - PWF Tag Team Championship (1) – con Kendall Windham[2]
  - NWA Wrestle Birmingham Alabama Tag Team Championship (1) – con Jimmy Golden[2]
  - NWA National Tag Team titles (1) – con Jimmy Golden[2]

- NWA Mid-America / Continental Wrestling Association
  - AWA Southern Heavyweight Championship (2)[2]
  - AWA Southern Tag Team Championship (2) – con Prof. Toru Tanaka (1) e Bill Dundee (1)[11][12]
  - CWA Tag Team Championship (3) – con Jimmy Golden (2) e Brian Lee (1)[2]
  - NWA Southern Heavyweight Championship (Memphis version) (1)[11][12]
  - NWA World Tag Team Championship (Mid-America Version) (1) – con Kevin Sullivan[2]
  - NWA United States Tag Team Championship (Mid-America version) (1) – con Ron Fuller[13][14]

- North American Wrestling Association / South Atlantic Pro Wrestling
  - NAWA/SAPW Heavyweight Championship (2)

- Pro Wrestling Illustrated
  - 102º classificato nella lista dei migliori 500 wrestler singoli nei PWI 500 del 1991[15]
  - 332º classificato nella lista dei migliori 500 wrestler singoli nei "PWI Years" del 2003[16]
  - 80º classificato (con Jimmy Golden) nella lista dei migliori 100 tag team di sempre nei "PWI Years" del 2003[16]

- Southeastern Championship Wrestling
  - NWA Southeastern Continental Heavyweight Championship (2)[2]
  - NWA Southeastern Continental Tag Team Championship (2) - con Jimmy Golden[2]
  - NWA Southeastern Heavyweight Championship (Northern Division) (2)[2]
  - NWA Southeastern Tag Team Championship (15) – con Ron Fuller (2), Eddie Boulder (1), Jos LeDuc (3), Bob Armstrong (2), e Jimmy Golden (7)[2]
  - NWA Southeastern Television Championship (2)[2]

- United States Wrestling Association
  - USWA World Tag Team Championship (6) – con Brian Lee (2), Jeff Jarrett (3), e Mike Mitchell (1)[2]

- USA Wrestling
  - USA Heavyweight Championship (1)[17]
- World Class Wrestling Association
  - WCWA World Tag Team Championship (2) – con Jimmy Golden (1) e Brian Lee (1)[2][18][19]

*I resoconti non sono chiari circa la compagnia affiliata alla NWA nella quale lottava Fuller quando ebbero inizio 4 dei suoi 6 regni da campione. Anche se solitamente la cintura veniva difesa nella Southeastern Championship Wrestling, fu occasionalmente utilizzata anche nella Georgia Championship Wrestling.